# 姜平 (海军)
姜平（1962年—），辽宁人，中国人民解放军空军中将。
曾任海军装备部办公室主任。2013年12月，任海军南海舰队航空兵政治部主任。2016年3月，任海军北海舰队副政治委员兼北海舰队航空兵政治委员。2019年6月，任战略支援部队航天系统部政治委员。2021年9月，任空军政治工作部主任。
2014年12月，晋升海军少将军衔。2019年12月，晋升海军中将军衔。